# Transgresja (psychologia)
Transgresja – w psychologii i filozofii, przekraczanie granic biologii, osobowości, granic społecznych oraz norm społecznych, zwłaszcza moralnych.
Przykład: według Jamesa Hillmana fundamentalny rodzaj transgresji symbolizują gwałty żołnierzy na kobietach w każdym wieku podczas wojen i stanowią one  „pars pro toto wojennego przekraczania ludzkich granic”.

## W Polsce
Problematyką transgresji i działań transgresyjnych w Polsce zajmował się naukowo i rozwijał je psycholog Józef Kozielecki. W ramach psychotransgresjonizmu formułował koncepcje człowieka transgresyjnego, czyli człowieka wielowymiarowego, który ma zdolność przekraczania granic materialnych, społecznych i symbolicznych. W koncepcji psychotransgresjonizmu duże znaczenie ma także kategoria celowości działań (działania intencjonalne), problem motywacji, kultury czy religii. Kozielecki poświęcał wiele uwagi problemom takim jak sens życia, godność człowieka czy kwestie decyzjonizmu.
Inną badaczką tej tematyki była Maria Janion – główna redaktorka i współautorka serii wydawniczej Transgresje.